# 伊洛瓦底江

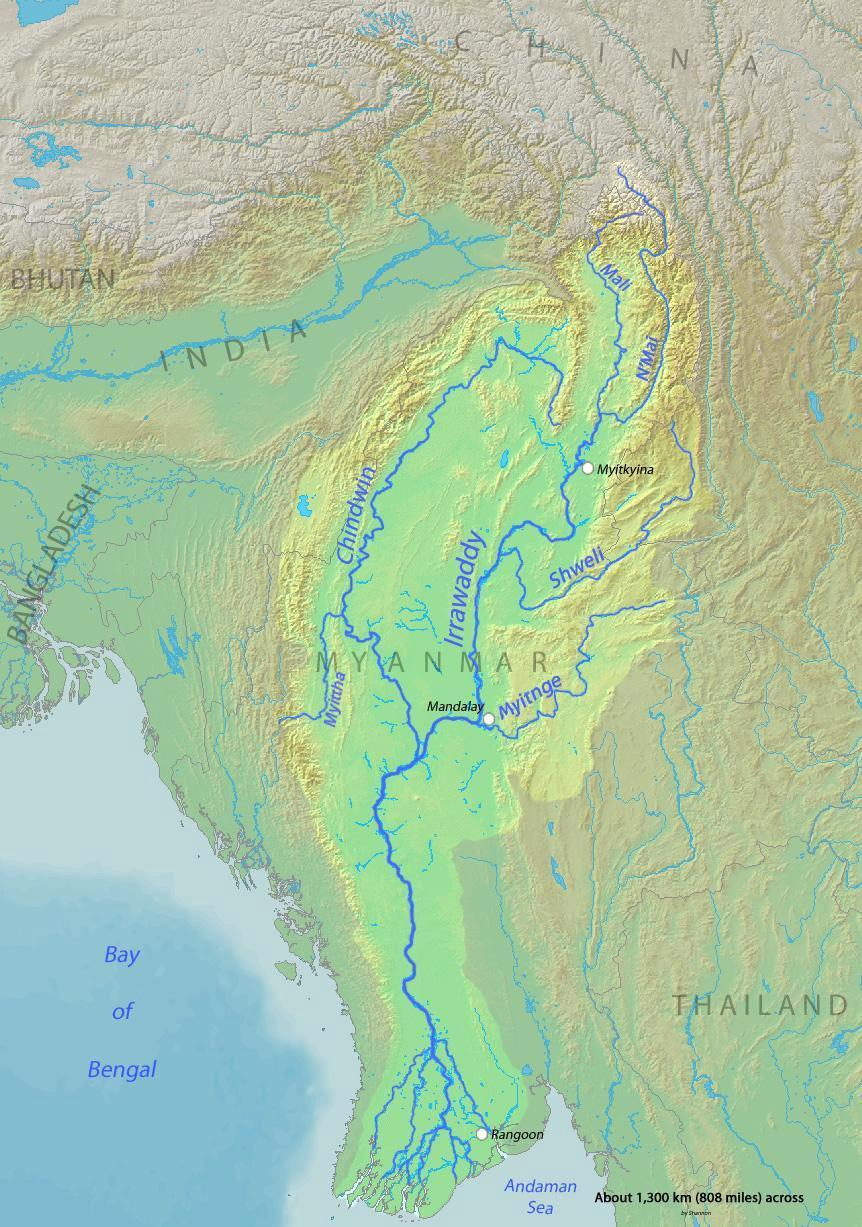
伊洛瓦底江，欽敦江 (Chindwin)

伊洛瓦底江（erawa.ti mrac，/ʔèjàwədì mjɪʔ/；英語：Irrawaddy River），簡稱伊江，清代稱為大金沙江、麗水。缅甸第一大河，長2,288公里，流域面积420,934平方公里。上游分两支，东支称恩梅开江，起源于中国西藏察隅；西支称迈立开江，起源於緬甸克钦邦，在缅甸密支那以北会合后，從北到南贯穿缅甸，在仰光附近流入印度洋孟加拉湾。
伊洛瓦底江雖然並非緬甸最長的河流（最长的是流经缅甸东部的怒江-萨尔温江），但由於其航運及灌溉價值，故屬該國最重要的河流。

## 源頭
主流上游恩梅開江之上源为克劳龙，由日东尔美和嘎达曲汇聚而成，日东尔美为伊洛瓦底江正源，它发源于伯舒拉岭南部金拉山口的拉卡错，源头位于中国西藏林芝地区察隅县境内，源头溪流名为金通。

## 主要支流
自河口起至源頭之主要支流如下：
- 因河（英语：Yin River）：馬圭省
- 蒙河：馬圭省、欽邦
- 堯河（英语：Yaw River）：馬圭省
- 欽敦江：馬圭省、馬圭省-實皆省界河、實皆省
  - 密達河（英语：Myittha River）（密沙河）：實皆省、馬圭省、欽邦
    - 曼尼普爾河（英语：Manipur River）：實皆省、欽邦、印度曼尼普爾邦

  - 烏尤河（英语：Uyu River）：實皆省、克欽邦
  - 提茲河（英语：Tizu River）：實皆省、印度那加蘭邦
- 穆河（英语：Mu River）：實皆省
- 密埃河（南渡河）：曼德勒省、撣邦
  - 照濟河：曼德勒省
- 瑞麗江（上游位於中國境內，同名）：實皆省、實皆省-撣邦交界、撣邦、撣邦-中國雲南省交界、中國雲南省
- 大平江（上游位於中國境內，稱為大盈江）：克欽邦、中國雲南省
- 邁立開江：克欽邦
- 恩梅開江（上游位於中國境內，稱為獨龍江）：克欽邦、中國雲南省